# Stockholms Sportvagnsklubb
Stockholms Sportvagnsklubb, förkortas SSK, är en motorförening från Stockholm, men med flertalet medlemmar som kommer långt från Stockholm. En anledning till det är att de driver SSK-serien, som är ett samlingsnamn för ett antal racing serier, till exempel Volvo Original Cup, Renault Junior Cup, Yokohama Scandinavian Cup, SSK Classic och Porsche GT3 Cup Challenge. Det största racet i SSK-serien under året är Raceweek, då också andra klasser deltar, som till exempel Special Saloon Norge, Seven Racing Norge och Shortcar Racing. SSK-serien körs till största del på Kinnekulle Ring, men också på Karlskoga Motorstadion och Falkenbergs Motorbana.